# 三次町
三次町（みよしまち）は、広島県双三郡にあった町。現在の三次市の一部にあたる。
明治期以来、郡の中心となり郡役所、裁判所、警察署などの行政機関が所在した。しかしその後、各種行政機関は十日市町に移転して当町の衰退が進んだ。

## 地理
可愛川、馬洗川、西城川が合流する三次盆地の中心部に位置していた。

## 歴史
- 1889年（明治22年）4月1日、町村制の施行により、三次郡三次町が単独で町制施行し、三次町が発足[1][2]。大字は編成せず[2]。
- 1898年（明治31年）10月1日、郡の統合により双三郡に所属[1][2]。
- 1948年（昭和23年）12月1日、双三郡河内村大字日下、三原、山家（一部）を編入[1][2]。3大字を編成。
- 1954年（昭和29年）3月31日、双三郡十日市町、酒河村、河内村、和田村、神杉村、田幸村、粟屋村と合併し、市制施行して三次市を新設して廃止された[1][2]。

### 地名の由来
次の諸説あり。
1. 古くは三好とも書き「みすき」と読んで3つの宿の意味から。
2. 「すき」を村を意味する古代朝鮮語にちなむ。

## 産業
- 農業、漁業、運輸業、商業[2]

## 交通

### 鉄道
- 1915年（大正4年）芸備鉄道（現芸備線）十日市町まで開通[2]。三次駅（現西三次駅）開設。

## 教育
- 1908年（明治41年）郡立技芸女学校（のち県立三次高等女学校）が三次尋常高等小学校に併設（現広島県立三次高等学校）[2]。